# Hemeroblemma
Hemeroblemma är ett släkte av fjärilar. Hemeroblemma ingår i familjen nattflyn.

## Bildgalleri

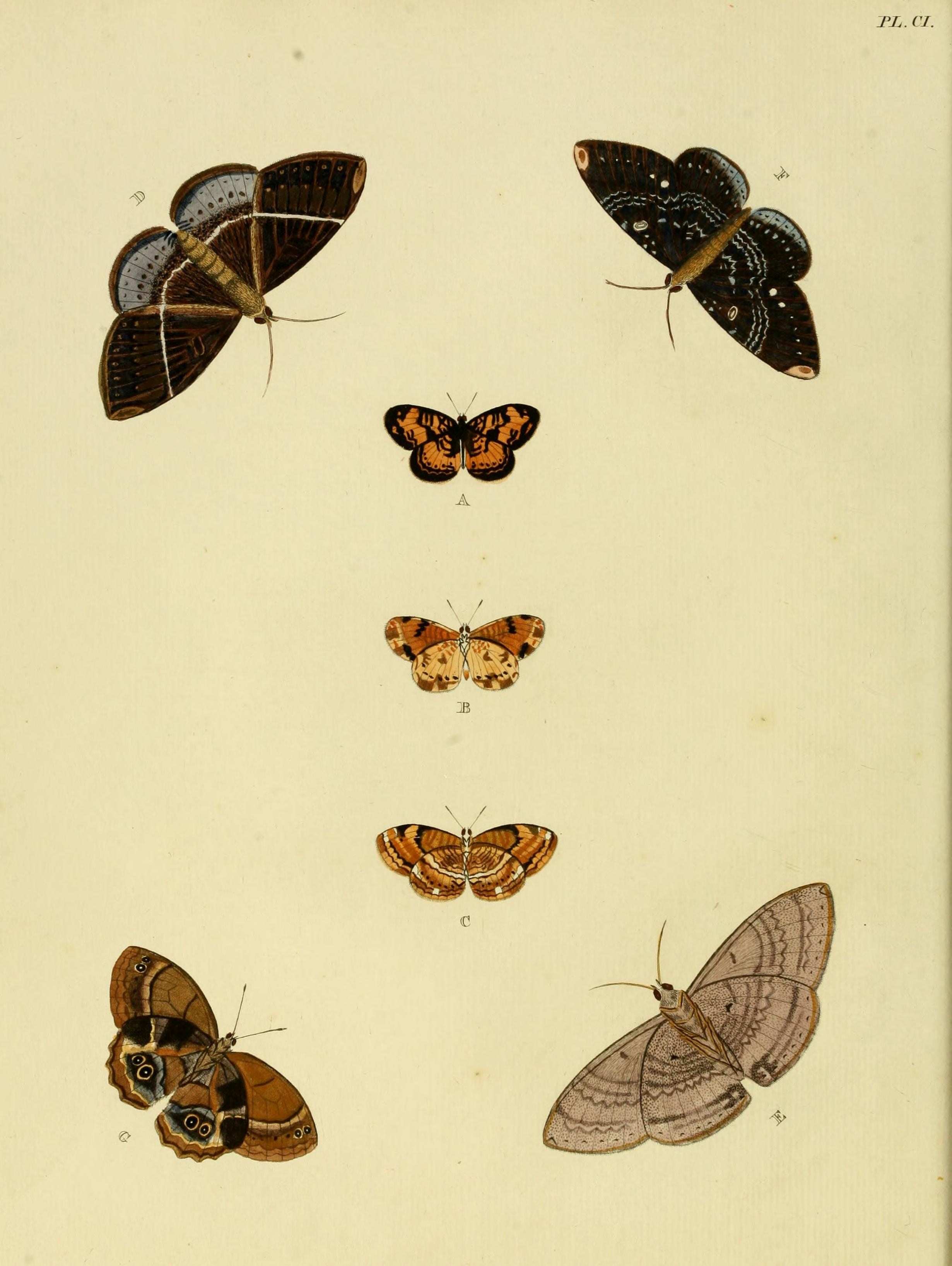
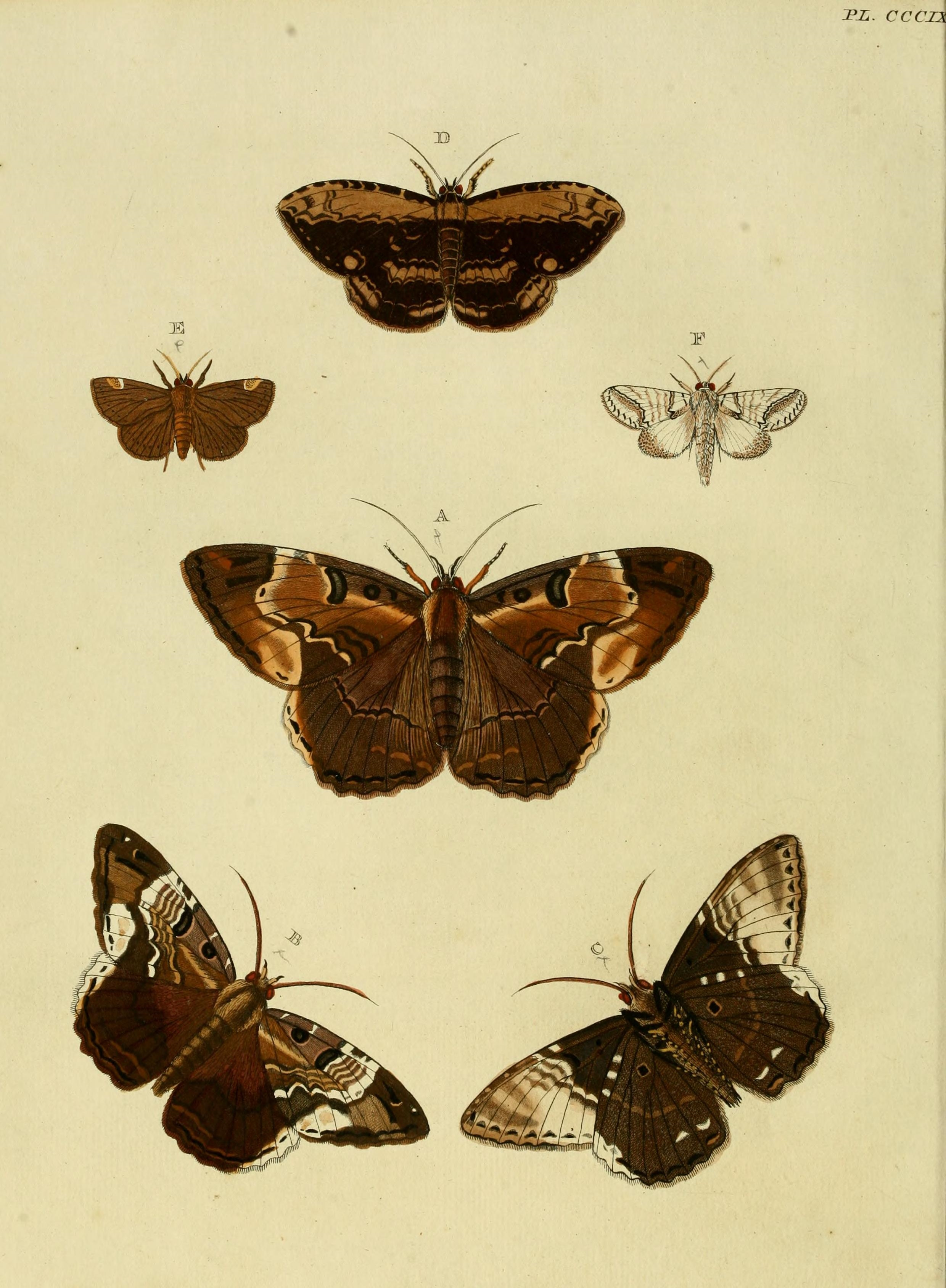
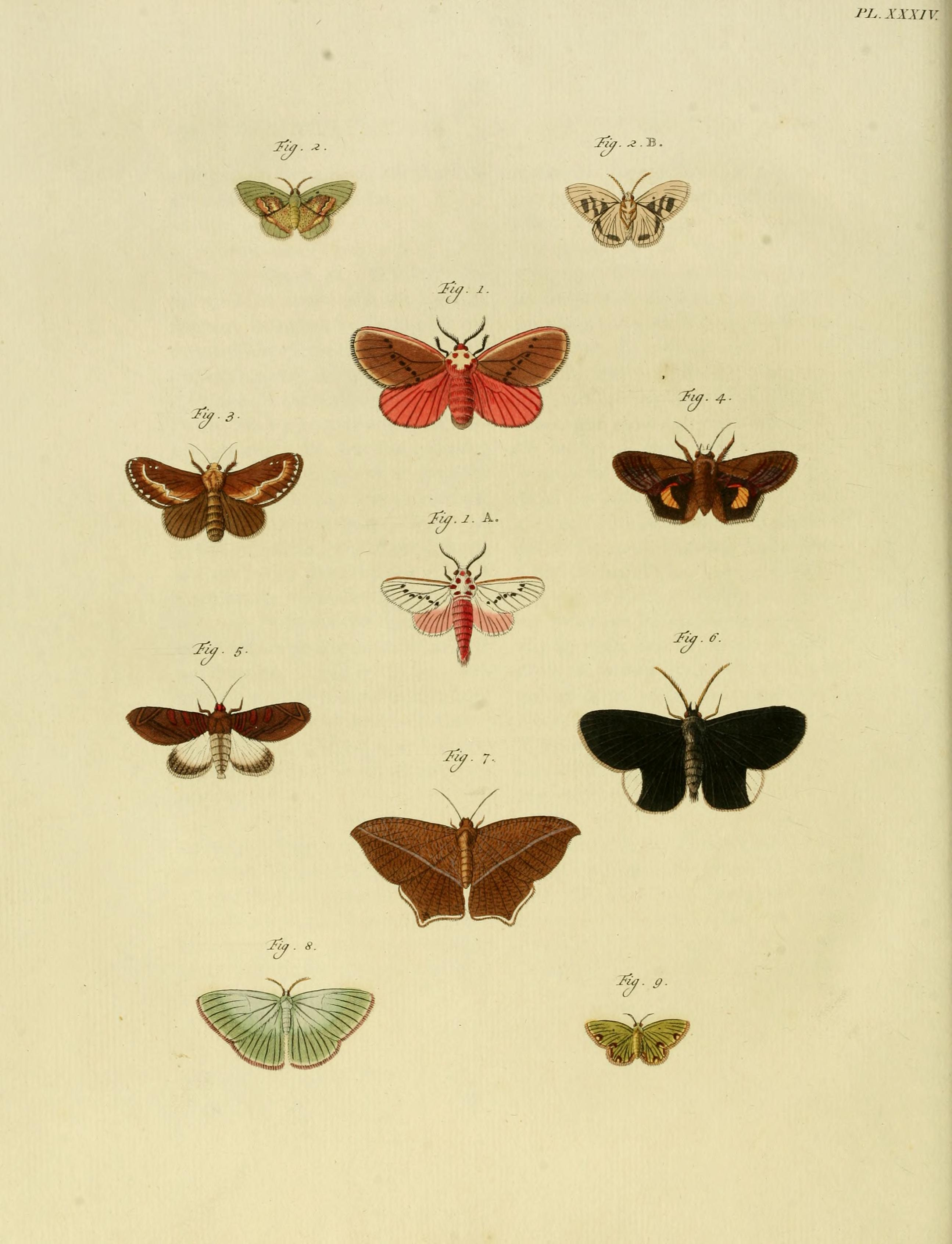
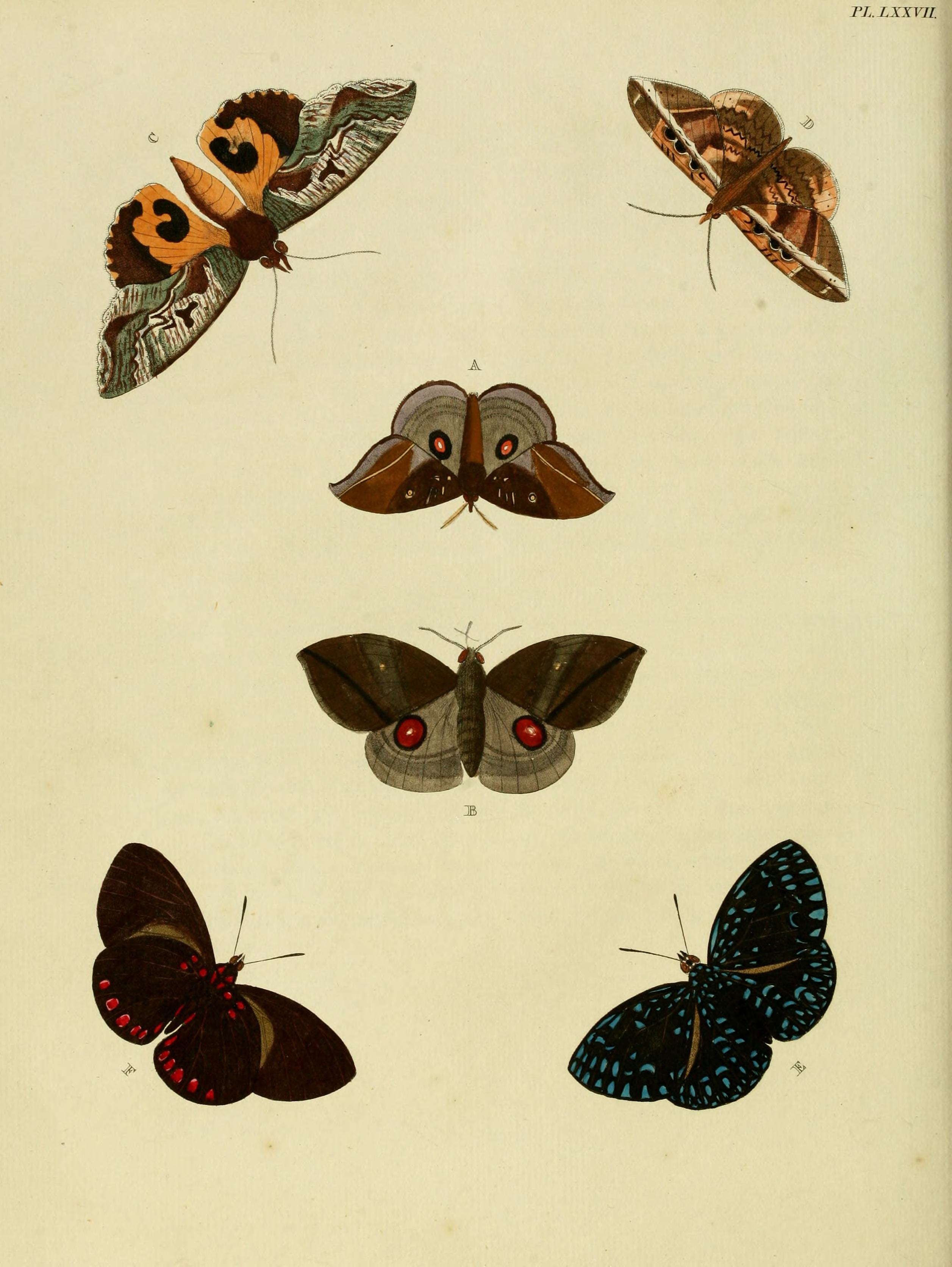
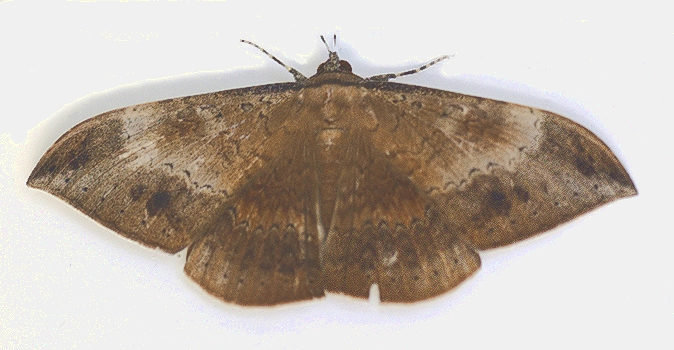
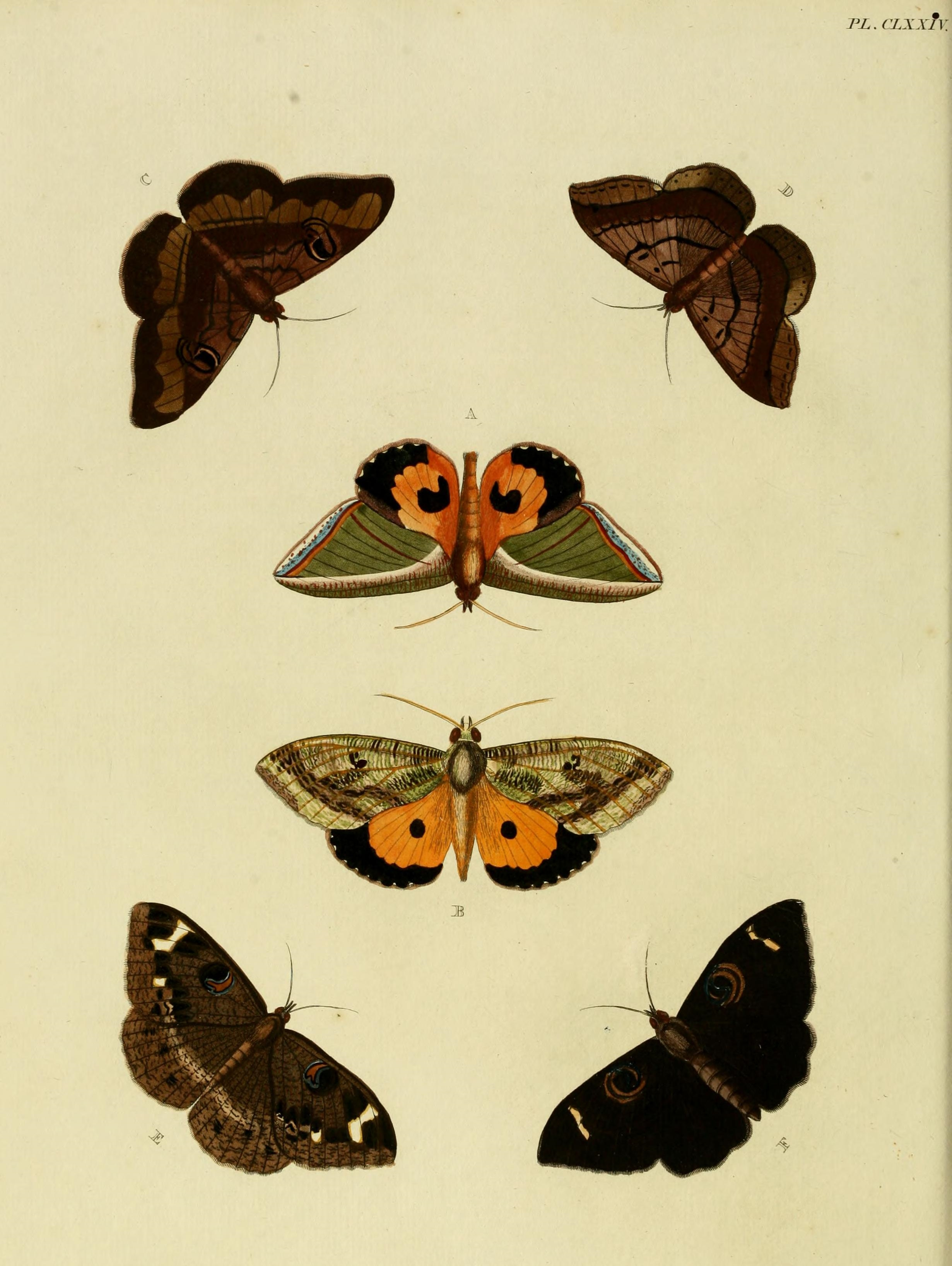

## Dottertaxa tillHemeroblemma, i alfabetisk ordning[1]
- Hemeroblemma abadirina
- Hemeroblemma acron
- Hemeroblemma acronias
- Hemeroblemma amethystina
- Hemeroblemma apistis
- Hemeroblemma bigutta
- Hemeroblemma brevistriga
- Hemeroblemma cariosa
- Hemeroblemma cinctilinea
- Hemeroblemma circe
- Hemeroblemma clarilinea
- Hemeroblemma conficita
- Hemeroblemma contacta
- Hemeroblemma decisa
- Hemeroblemma despecta
- Hemeroblemma divulgata
- Hemeroblemma dolon
- Hemeroblemma dolosa
- Hemeroblemma dolosina
- Hemeroblemma encausticata
- Hemeroblemma expandens
- Hemeroblemma festonata
- Hemeroblemma filia
- Hemeroblemma gootenaria
- Hemeroblemma hampsoni
- Hemeroblemma helima
- Hemeroblemma incedens
- Hemeroblemma includens
- Hemeroblemma infans
- Hemeroblemma inficita
- Hemeroblemma intracta
- Hemeroblemma isone
- Hemeroblemma junctilinea
- Hemeroblemma junonius
- Hemeroblemma leontia
- Hemeroblemma loxiaepennis
- Hemeroblemma lumma
- Hemeroblemma lusciniaepennis
- Hemeroblemma malitiosa
- Hemeroblemma matrona
- Hemeroblemma mexicana
- Hemeroblemma moniliaris
- Hemeroblemma nocticoelum
- Hemeroblemma nucalis
- Hemeroblemma numeria
- Hemeroblemma ochrolinea
- Hemeroblemma opigena
- Hemeroblemma orcus
- Hemeroblemma pandrosa
- Hemeroblemma paramoea
- Hemeroblemma parana
- Hemeroblemma patula
- Hemeroblemma penicilligera
- Hemeroblemma posterior
- Hemeroblemma punctulata
- Hemeroblemma rengus
- Hemeroblemma renipunctum
- Hemeroblemma repellens
- Hemeroblemma respiciens
- Hemeroblemma saundersi
- Hemeroblemma schausiana
- Hemeroblemma scolopacea
- Hemeroblemma soluta
- Hemeroblemma staccata
- Hemeroblemma stiva
- Hemeroblemma tigris
- Hemeroblemma trifinis
- Hemeroblemma turdipennis
- Hemeroblemma vates